# Cenocoelius paraguayensis
Cenocoelius paraguayensis är en stekelart som beskrevs av Wilkinson 1932. Cenocoelius paraguayensis ingår i släktet Cenocoelius och familjen bracksteklar. Inga underarter finns listade.